# Tariq Al-Hargan
Tariq Al-Hargan (4 novembre 1984) è un ex calciatore saudita, di ruolo portiere.

## Carriera

### Club
Ha giocato per tutta la carriera nel campionato saudita.

### Nazionale
Con la maglia della Nazionale ha preso parte alla Coppa d'Asia nel 2004.